# Ángel Riesco Carbajo
Ángel Riesco Carbajo (Bercianos de Vidriales, 9 de julio de 1902-La Bañeza, 2 de julio de 1972) fue obispo auxiliar de Oviedo y obispo auxiliar de la archidiócesis de Pamplona en Tudela, fundador del periódico El Adelanto Bañezano y del Instituto Secular Misioneras Apostólicas de la Caridad en La Bañeza. El Papa Francisco lo nombró Venerable el 5 de julio de 2019.

## Biografía
Nació el 9 de julio de 1902 en la localidad zamorana de Bercianos de Vidriales. Estudió en la Universisdad de Comillas, fue ordenado sacerdote el 25 de julio de 1926. Su primer destino fue en la parroquia bañezana de El Salvador, en esta parroquia forma grupos de mujeres catequistas, funda El Adelanto Bañezano en 1932 y crea el Instituto Secular Misioneras Apostólicas de la Caridad en 1957.
Accede al puesto de vicario general del obispo de Astorga. Poco tiempo después, fue nombrado obispo coadjutor del obispo de Oviedo. En 1958 es trasladado a Tudela, donde permanece como obispo auxiliar hasta 1969. Regresa a La Bañeza y a su instituto, donde permanece hasta su muerte en el año 1972.

## Proceso de beatificación
Se inició el proceso para su beatificación el 26 de mayo de 1994. La investigación diocesana para determinar sus virtudes heroicas tuvo lugar en Astorga del 12 de octubre de 1995 al 1 de mayo de 1997 y fue validada el 24 de abril de 1998. La positio para ser declarado Venerable fue presentado en 2016. El Papa Francisco autorizó la promulgación del decreto con el que Monseñor Riesco Carbajo fue declarado Venerable el 5 de julio de 2019.